# Ocriticum
Ocriticum est le nom d'une cité romaine, située dans les Abruzzes en Province de L'Aquila, sur le territoire de la commune de Cansano.